# Comuna de Milejewo
Milejewo (polaco: Gmina Milejewo) é uma gminy (comuna) na Polónia, na voivodia de Vármia-Masúria e no condado de Elbląski. A sede do condado é a cidade de Milejewo.
De acordo com os censos de 2004, a comuna tem 2976 habitantes, com uma densidade 31,1 hab/km².

## Área
Estende-se por uma área de 95,55 km², incluindo:
- área agricola: 66%
- área florestal: 25%

## Demografia
Dados de 30 de Junho 2004:
|                      | Total   | Total | Mulheres | Mulheres | Homens  | Homens |
| -------------------- | ------- | ----- | -------- | -------- | ------- | ------ |
|                      | pessoas | %     | pessoas  | %        | pessoas | %      |
| População            | 2976    | 100   | 1485     | 49,9     | 1491    | 50,1   |
| Densidade (pop./km²) | 31,1    | 100   | 15,5     | 15,5     | 15,6    | 15,6   |

De acordo com dados de 2002, o rendimento médio per capita ascendia a 1597,08 zł.

## Comunas vizinhas
- Elbląg, Elbląg, Młynary, Pasłęk, Tolkmicko